# Петтонкур
Петтонку́р (фр. Pettoncourt) — коммуна во французском департаменте Мозель региона Лотарингия. Относится к кантону Шато-Сален.	

## География
Петтонкур расположен в 45 км к юго-востоку от Меца. Соседние коммуны: Шамбре на востоке, Монсель-сюр-Сей и Сорневиль на юге, Мазерюль на юго-западе, Аттийонкур и Брен-сюр-Сей на западе, Бьонкур на северо-западе.

## История
- Бывший феод Шамбре.
- Коммуна подверглась сильным разрушениям во время Первой мировой войны 1914—1918 годов.

## Демография
По переписи 2008 года в коммуне проживало 293 человек.	

## Достопримечательности
- Следы галлороманской культуры.
- Памятник павшим во Второй мировой войне.
- Церковь Сен-Клеман, 1925 года.